# Matt McGorry
Matthew David Matt McGorry (Manhattan, Nueva York, 12 de abril de 1986) es un actor estadounidense mayormente conocido por sus roles como John Bennet en el dramedia de Netflix Orange Is the New Black y como Asher Millstone en How to Get Away with Murder de la cadena ABC. 

## Primeros años
McGorry nació y fue criado en Manhattan, Ciudad de Nueva York. A los 9 años expresó sus deseos artísticos y comenzó a incursionarse por su cuenta en éste campo. Concurrió a la escuela secundaria Fiorello H. LaGuardia en Nueva York para luego ir a la Universidad Emerson en Boston, Massachusetts. Anteriormente McGorry se desempeñó como fisicoculturista pero debido a las presiones que su inminente carrera como actor ejercieron, tuvo que dejarlo a un lado. Matt se identifica a sí mismo como feminista y está interesado en varios problemas sociales.

## Carrera
En televisión, McGorry hizo su debut en 2011 en serial televisivo de ABC One Life to Live. Más tarde tuvo otros pequeños papeles como estrella invitada en Persona de Interés, Gossip Girl, y Royal Pains. En 2013, Matt obtuvo un rol recurrente en la serie producción de Netflix llamada Orange Is the New Black como John Bennett.
En el año 2014, McGorry ganó un papel regular en el elenco de la serie dramática producida por Shonda Rhimes How to Get Away with Murder. En el mismo año, fue elegido para ser parte del drama independiente How He Fell in Love.

## Filmografía
| Cine       | Cine                        | Cine               | Cine                                                                                  |
| Año        | Película                    | Rol                | Notas                                                                                 |
| ---------- | --------------------------- | ------------------ | ------------------------------------------------------------------------------------- |
| 2006       | Thursday                    | Grey Malcolm       |                                                                                       |
| 2006       | Gizor & Gorm                | Gorm               | Cortometraje                                                                          |
| 2008       | Killian                     | Duncan             | Cortometraje                                                                          |
| 2010       | Public Access               | Vlado              | Cortometraje                                                                          |
| 2010       | Afghan Hound                | Tom                |                                                                                       |
| 2014       | Ratter                      | Michael            |                                                                                       |
| 2015       | How He Fell in Love         | Travis             |                                                                                       |
| 2018       | Step Sisters                | Dane               |                                                                                       |
| 2020       | Death of a Telemarketer     | Andy               | Elenco principal, película                                                            |
| 2021       | Good on Paper               | Brett              | Elenco principal, película de TV Netflix                                              |
| 2023       | My Nights Glow Yellow       | Michael            | Elenco principal, cortometraje                                                        |
| Televisión |                             |                    |                                                                                       |
| Año        | Título                      | Rol                | Notas                                                                                 |
| 2011       | One Life to Live            | Hombre araña       | 3 episodios                                                                           |
| 2011       | Person of Interest          | EMT #1             | Episodio: "Foe"                                                                       |
| 2012       | Gossip Girl                 | Asesor de ventas   | Episodio: "Crazy, Cupid, Love"                                                        |
| 2012       | Royal Pains                 | EMT                | Episodio: "You Give Love a Bad Name"                                                  |
| 2013       | Elementary                  | Oficial Sam Klecko | Episodio: "Details"                                                                   |
| 2013-2015  | Orange Is the New Black     | John Bennett       | 25 episodios Premio del Sindicato de Actores al mejor reparto de televisión - Comedia |
| 2014-2020  | How to Get Away with Murder | Asher Millstone    | Elenco principal                                                                      |
| 2015       | Public Morals               | Sr. Ford           | Episodio: "A Fine Line"                                                               |
| 2022       | Archive 81                  | Mark Higgins       | Elenco Principal, 8 episodios, miniserie de TV                                        |
| 2022       | Big Shot                    | Coach Blake        | Invitado, 1 episodio, serie de TV Disney+                                             |